# Masny
 Masny là một xã ở tỉnh Nord ở miền bắc nước Pháp. Xã này có diện tích 7,12 km², dân số năm 1999 là 4571 người. Xã nằm ở khu vực có độ cao trung bình 35 mét trên mực nước biển. 